# ラガ (スコットランド)
ラガ（Laga、スコットランド・ゲール語: Làga）は、スコットランドのハイランド地方ロッホアーバーのアハラクル近傍、ロッホ・スナート湾の北岸に位置する小村。